# Récif du Norsel
Récif du Norsel är en kulle i Antarktis. Den ligger i Östantarktis. Frankrike gör anspråk på området.
Terrängen runt Norsel är huvudsakligen platt, men den allra närmaste omgivningen är varierad. Trakten är glest befolkad. Närmaste befolkade plats är Dumont d'Urville Station, 12,3 km sydost om Norsel. 